# Tambourella ornata
Tambourella ornata är en tvåvingeart som beskrevs av Toyohi Okada 1980. Tambourella ornata ingår i släktet Tambourella och familjen daggflugor. Inga underarter finns listade i Catalogue of Life.